# Troll (videogioco)
Troll è un videogioco a piattaforme tridimensionale pubblicato nel 1988 per Amstrad CPC, Commodore 64 e ZX Spectrum. Venne sviluppato dalla Denton Designs e pubblicato dalla Outlaw Productions (allora nota per aver prodotto SEUCK), un'etichetta dell'editrice britannica Palace Software; la versione Spectrum, sebbene prevista, risulta uscita soltanto nell'edizione economica della Kixx, un marchio della U.S. Gold.
Il giocatore controlla il troll Humgruffin e deve attraversare un insieme di caverne geometriche, popolate da goblin ostili, per trovare alcuni cristalli.

## Modalità di gioco
La schermata di gioco mostra una visuale isometrica fissa del pavimento e del soffitto della caverna attuale. Il soffitto, rispetto al pavimento, è un'area separata e speculare (ma non identica), dove i personaggi possono camminare a testa in giù. Entrambe le aree sono costituite da una griglia rettangolare di caselle con forme geometriche che variano a seconda della caverna (cerchi, quadrati, pentagoni, ecc.); ogni casella è formata da una pila di una o più piastrelle che le conferisce una diversa altezza. Humgruffin può passare camminando a una casella adiacente solo se esiste un dislivello massimo di una piastrella, oppure può saltare un dislivello di due piastrelle, se ha spazio per la rincorsa. Questo ambiente tridimensionale può anche nascondere oggetti dietro le pile ed è stato a volte giudicato un po' confusionario per il giocatore.
Humgruffin ha la capacità di generare dei "buchi" luminosi nelle caselle adiacenti. Alcuni di questi buchi permettono, cadendoci dentro, di passare a un'altra caverna; la forma del buco corrisponde a quella delle piastrelle dell'altra caverna. Altri buchi a forma di croce sono letali, sia per i nemici sia per lo stesso troll. Il tipo di buchi attualmente a disposizione è stabilito da una "ruota della fortuna", che gira di solito ogni volta che si arriva in una caverna. La ruota è disposta di taglio, sul lato sinistro dello schermo, con i simboli lungo il bordo, e viene fatta girare da un nanetto che ci corre sopra.
I goblin si aggirano freneticamente per le caverne e possono anche apparirne di nuovi attraverso i buchi. Il contatto con un goblin fa perdere energia, rappresentata da una sagoma di Humgruffin che cambia colore, pietrificandosi progressivamente fino alla perdita di una vita. I goblin costruiscono ogni tanto nuove piastrelle, aumentando l'altezza delle pile e rendendo potenzialmente inaccessibili certe zone; può anche capitare che Humgruffin rimanga intrappolato e non abbia altra scelta che aspettare la morte. I goblin possono inoltre generare buchi allo stesso modo del giocatore, per cui il protagonista e i nemici possono eliminarsi a vicenda gettandosi addosso un buco mortale.
Alcuni oggetti compaiono casualmente sulle caselle: le piramidi permettono di passare dall'area di pavimento a quella di soffitto e viceversa, i buchi funzionano come quelli del troll e sono capaci anche di spostarsi, la frutta ricarica l'energia, i funghi fanno girare la ruota della fortuna se ci si salta sopra ripetutamente, e i diversi cristalli vanno tutti raccolti per completare il gioco.